# Волобуєв Ігор Феліксович
І́гор Фе́ліксович Волобу́єв (нар. 22 січня 1962 року, Київ) — скульптор, член НСХУ (1994). 

## Біографічні дані
Народився 22 січня 1962 року в Києві.
У 1994 році закінчив Українську академію мистецтв (викладачами були В. Бородай, В. Швецов). З 1984 по 1988 рік працював на підприємствах та у музеях Києва. 
Учасник республіканських та міжнародних художніх виставок з 1989 року.

## Творчість
Основні роботи (за ЕСУ) — у галузях станкової та монументально-декоративної пластики; відзначаються узагальненістю та детальною проробкою матеріалу, внутрішньою глибиною та широтою розкриття тем. 
Серед робіт — «Сонечко» (1992), «Старі часи» (1993), «Весняний дощ», «Тиша» (обидві — 1994).